# Alexandru Tudose
Alexandru Tudose (ur. 3 kwietnia 1987 w Gałaczu) – rumuński piłkarz, grający na pozycji obrońcy.

## Kariera piłkarska
Wychowanek klubu Oțelul Gałacz, w barwach którego w 2004 rozpoczął karierę piłkarską. W 2005 został zaproszony do Steaui Bukareszt, ale nie mógł grać regularnie w pierwszej jedenastce. Występował w drugiej drużynie oraz był wypożyczony do klubów UTA Arad i Gloria Buzău. Latem 2010 przeniósł się do Glorii Bystrzyca. 28 lutego 2013 został piłkarzem Dinama Bukareszt. 31 sierpnia 2013 przeszedł do Corony Braszów. 3 marca 2014 roku dołączył do Săgeata Năvodari. 25 lipca 2014 podpisał kontrakt z Howerłą Użhorod. Po zakończeniu sezonu 2014/15 opuścił zakarpacki klub.

### Kariera reprezentacyjna
W latach 2007–2009 bronił barw młodzieżowej reprezentacji Rumunii. Wcześniej bronił barw juniorskiej reprezentacji.

## Sukcesy i odznaczenia
Gloria Bystrzyca
- Liga II
  - drugie miejsce: 2012